# A Michelin étteremkalauz magyarországi élmezőnye (2012)

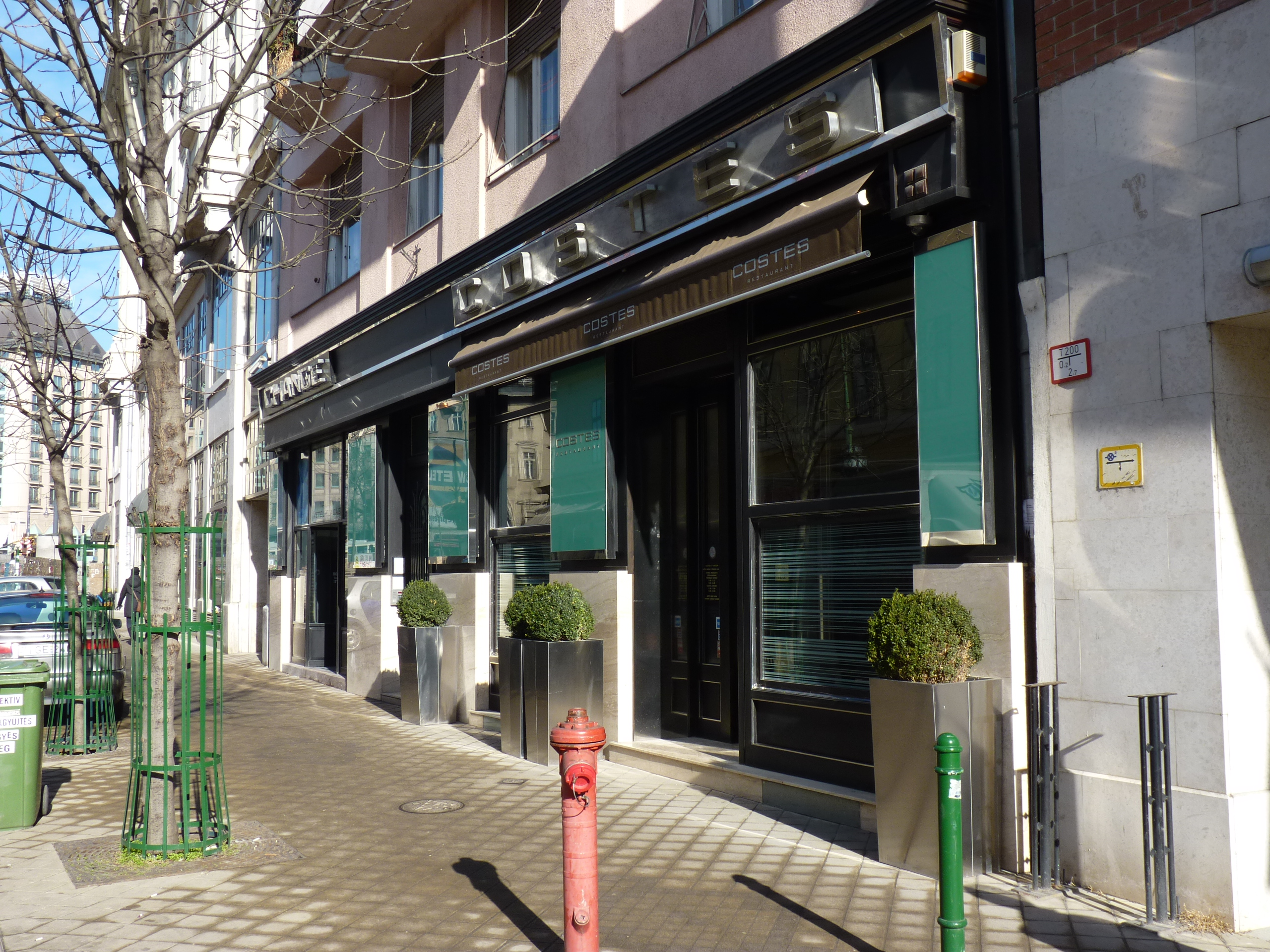
Costes

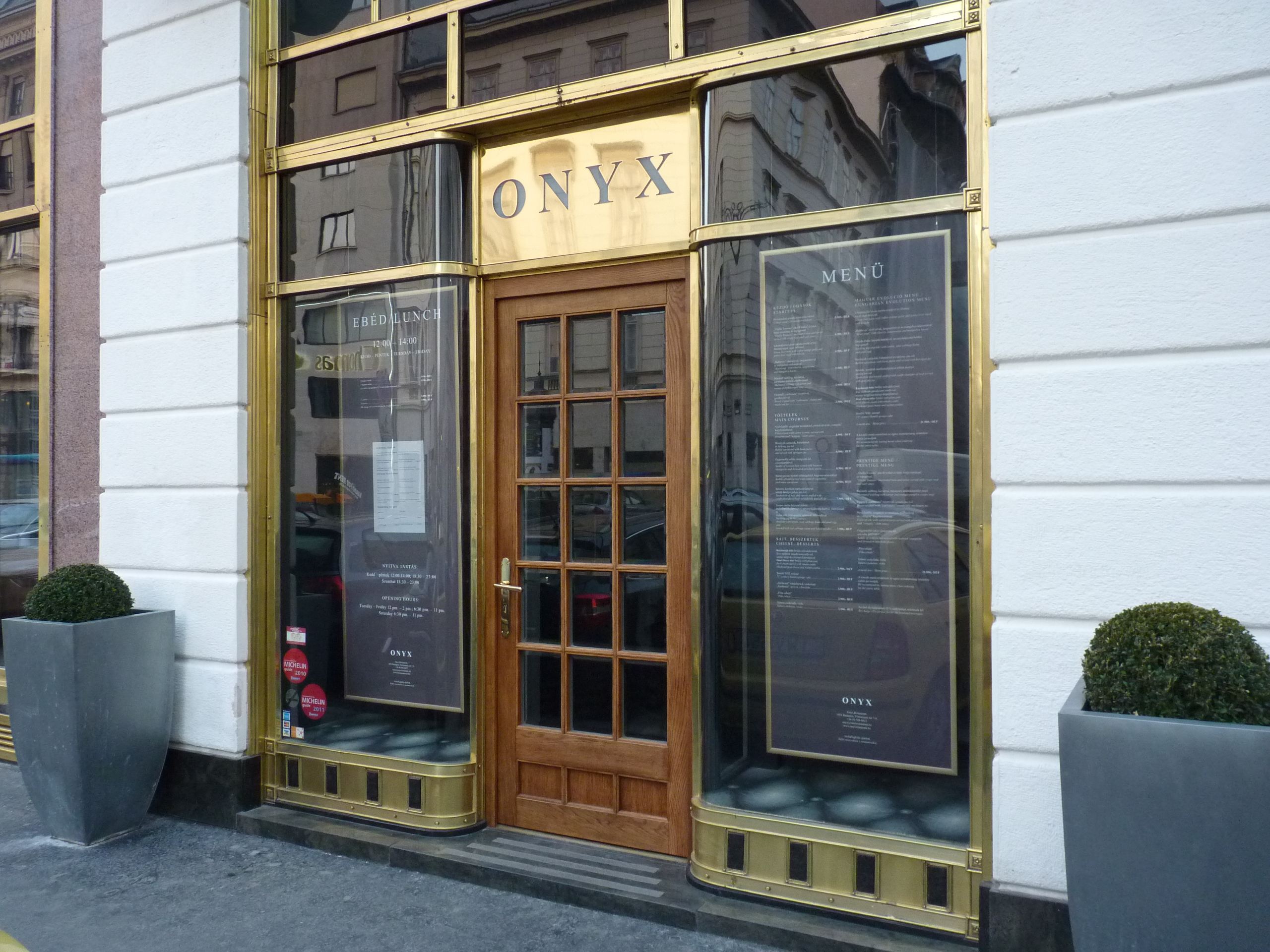
Onyx Étterem

Ez a lista a Michelin étteremkalauz étteremtesztjének 2012-es élmezőnyét tartalmazza. A Guide Michelin a legjobb éttermeket egy, kettő vagy három csillaggal értékeli. A „Bib Gourmand” minősítés a jó ár-érték arányú éttermeket jelöli.
A 2012-es élmezőnybe a következő éttermek tartoznak:
| Étterem                 | Város    | Pont         |
| ----------------------- | -------- | ------------ |
| Costes                  | Budapest |              |
| Onyx Étterem            | Budapest |              |
| Arcade Bistro           | Budapest | Bib Gourmand |
| Bock Bisztró            | Budapest | Bib Gourmand |
| Csalogány26 Vendéglő    | Budapest | Bib Gourmand |
| Vár: a Speiz Restaurant | Budapest | Bib Gourmand |